# Masbarrat
Masbarrat és un petit poble que forma part del terme municipal d'Aiguamúrcia, a la comarca catalana l'Alt Camp, i que antigament pertanyia a l'antic terme de l'Albà. Està situat al peu de la carretera local TV-2443, a aproximadament un quilòmetre de l'Albà, situat a l'est, i a uns cinc d'Aiguamúrcia, més al sud-oest.
Al cens de l'any 2007 tenia 14 habitants (n'eren 11 el 2001).